# Nederlands landskampioenschap 1889-1890
Al campionato parteciparono sette squadre e il HFC vinse il titolo.

## Classifica finale
|   | Club              | G | V | N | P | GF | GS | Punti | DR |                                          |
| - | ----------------- | - | - | - | - | -- | -- | ----- | -- | ---------------------------------------- |
| 1 | Koninklijke HFC   | 9 | 4 | 3 | 2 | 19 | 14 | 11    | +5 |                                          |
| 2 | RAP               | 9 | 4 | 2 | 3 | 7  | 5  | 10    | +2 |                                          |
| 3 | HVV               | 8 | 2 | 5 | 1 | 16 | 7  | 9     | +9 |                                          |
| 4 | Olympia Rotterdam | 7 | 2 | 4 | 1 | 6  | 6  | 8     | 0  |                                          |
| 5 | Concordia         | 7 | 2 | 2 | 3 | 5  | 7  | 6     | -2 |                                          |
| 6 | VVA               | 5 | 0 | 2 | 3 | 2  | 8  | 2     | -6 | Non partecipanti la stagione successiva. |
| 7 | Excelsior Haarlem | 3 | 1 | 0 | 2 | 5  | 13 | 2     | -8 | Non partecipanti la stagione successiva. |

G = Partite giocate; V = Vittorie; N = Nulle/Pareggi; P = Perse; GF = Goal fatti; GS = Goal subiti; DR = Differenza reti, PT = Punti